# ルーデルスキャンダル
ルーデルスキャンダル (ドイツ語: Rudel Affäre)は1976年にドイツで起こった政治スキャンダル。ドイツ連邦軍とドイツ国防軍との政治的因襲が問題になった。

## 経緯
1976年春、パラグアイから帰国した、元ドイツ空軍大佐の実業家ハンス・ウルリッヒ・ルーデルは、ドイツ連邦軍の高級幹部からドイツ空軍第51偵察航空団「インメルマン」の慣例行事に招待された。
ルーデルのアドルフ・ヒトラーを賛美する言動から、連邦国防省は彼をペルソナ・ノン・グラータ（好ましくない人物）と見なしていたが、野党ドイツキリスト教民主同盟（CDU）の国防担当委員マンフレート・ヴェルナーの介入の後、最終的に招待され第2地上攻撃航空団「インメルマン」の最後の司令官として出席した。
催事中、ルーデルは、空軍将官のカール・ハインツ・フランケ（de:Karl-Heinz Franke (General)）とヴァルター・クルピンスキーらに自著のサインをしたり、記念写真を撮った。その後、二人の将官は公式の場にもかかわらず、ヒトラー支持者としてのルーデルの経歴を与党ドイツ社会民主党（SPD）の重鎮政治家ヘルベルト・ヴェーナーのドイツ共産党員の過去と比較し正当化した。ヴェーナーは大戦中にモスクワにおり、伝えられるところではNKVD（ソ連・内務人民委員部）の工作に関わったとされ、彼らはヴェーナーを過激派と呼び捨てる一方でルーデルは高潔な人物と称え「銀の食器ひとつ盗んではいない」と述べた。
この発言が明らかになり、国防大臣のゲオルク・レーバーは将官らに1976年11月1日付けで早期退役を命じた。この人事に野党CDUは大反発し、このスキャンダルは1978年のレーバー自身の大臣辞任の一因にもなった。